# Vệ sĩ
Vệ sĩ (tiếng Anh: bodyguard) chỉ người làm công việc bảo vệ thân thể cho các thân chủ của mình khỏi các nguy hiểm như ám sát, bắt cóc, trộm cắp đồ đạc, đầu độc, cưỡng hiếp hay các hình thức phạm tội khác. Những thân chủ này thường là người của công chúng, giàu có hay có chức vị xã hội, chính trị quan trọng.